# Copa Nicasio Vila 1912
La Copa Nicasio Vila 1912 fue la sexta edición del campeonato de primera división de la Liga Rosarina de Fútbol, en la era amateur. 
Participaron ocho equipos, aunque, en medio del torneo, Rosario Central y Tiro Federal abandonaron la disputa y se desafiliaron, para formar la Federación Rosarina de Football. Debido a esto el concurso se declaró desierto y no hubo campeón, pese a que Argentino de Rosario quedó primero en la tabla.

## Ascensos y descensos
| Pos | Equipo ascendido |
| --- | ---------------- |
| 1.º | Unión            |

| Equipos descendidos en la temporada 1911 |
| ---------------------------------------- |
| No hubo                                  |

## Tabla de posiciones final
| Pos | Equipo               | Pts | PJ | G | E | P | GF | GC | Dif |
| --- | -------------------- | --- | -- | - | - | - | -- | -- | --- |
| 1º  | Argentino            | 15  | 11 | 6 | 3 | 2 | 21 | 17 | 4   |
| 2º  | Tiro Federal (*)     | 10  | 6  | 5 | 0 | 1 | 19 | 7  | 12  |
| 3º  | Newell's Old Boys    | 10  | 10 | 4 | 2 | 4 | 32 | 5  | 27  |
| 4º  | Unión                | 9   | 10 | 4 | 1 | 5 | 26 | 14 | 12  |
| 5º  | Rosario Central (*)  | 8   | 10 | 4 | 0 | 2 | 15 | 13 | 2   |
| 6°  | Provincial           | 8   | 10 | 3 | 2 | 3 | 23 | 20 | 3   |
| 7º  | Aprendices Rosarinos | 5   | 10 | 2 | 1 | 7 | 16 | 33 | -17 |
| 8°  | Rosario Athletic     | 0   | 9  | 0 | 0 | 9 | 7  | 50 | 43  |

(*) Estos equipos abandonaron la competencia y se desafiliaron, por lo que el torneo se suspendió